# Mihail Aleksandrovič Aleksankin
Mihail Aleksandrovič Aleksankin (rusko Михаил Александрович Алексанкин), sovjetski general, * 1899, † 1957.
Med drugo svetovno vojno je bil sprva vodja obveščevalne službe Kalininske fronte, med letoma 1943 in 1948 pa je bil predavatelj na Vojaški akademiji Vorošilov.